# Kritická rasová teorie
Kritická rasová teorie (critical race theory, zkratkou CRT) je směr v oblasti právní vědy a akademické hnutí vědců a aktivistů v oblasti občanských práv ve Spojených státech, které se snaží kriticky zkoumat právo Spojených států v souvislosti s rasovou otázkou v USA a napadá tradiční americké liberální přístupy k rasové spravedlnosti. Sociální, kulturní a právní otázky zkoumá především v souvislosti s rasou a rasismem ve Spojených státech.
Kritická rasová teorie vznikla v polovině 70. let 20. století na základě díla několika amerických právníků, jako byli Derrick Bell, Alan Freeman, Kimberlé Crenshawová, Richard Delgado, Cheryl Harrisová, Charles R. Lawrence III., Mari Matsudaová a Patricia J. Williamsová. Jako hnutí se kritická rasová teorie objevila v 80. letech 20. století a navázala na teorie kritických právních studií (critical legal studies, CLS) s větším zaměřením na otázku rasy. Kritická rasová teorie vychází z kritické teorie a čerpá z odkazu myslitelů jako byli Antonio Gramsci, Sojourner Truth, Frederick Douglass a W. E. B. Du Bois. Také navazuje na směry jako Black Power, Chicano a radikální feministická hnutí 60. a 70. let.
Klíčovým konceptem kritické rasové teorie je intersekcionalita, která zdůrazňuje, že rasa se může protínat s jinými identitami (jako je pohlaví a třída) a vytvářet složité kombinace moci a znevýhodnění. I když se kritičtí rasoví teoretici neshodují ve všem, je u nich souhlas v tom, že rasismus a rozdílná úspěšnost jednotlivých ras je důsledkem složité, měnící se a často subtilní sociální a institucionální dynamiky, nikoli explicitních a úmyslných předsudků na straně jednotlivců. Navíc považují rasu a nadřazenost bělochů za intersekcionální sociální konstrukci, která slouží k prosazování zájmů bělochů proti zájmům marginalizovaných komunit jako celku. V oblasti právních studií kritická rasová teorie zdůrazňuje, že pouhé přijímání formálně rasově neutrálních zákonů nemusí stačit k tomu, aby byly rasově neutrálně uplatňovány; zdánlivě rasově neutrální zákony lze uplatňovat rasově diskriminačním způsobem.
Akademičtí kritici kritické rasové teorie tvrdí, že se jednostranně opírá o sociální konstrukcionismus, povyšuje vyprávění nad důkazy a rozum, odmítá pojmy jako pravda a zásluhy a staví se proti liberalismu. Od roku 2020 se konzervativní zákonodárci ve Spojených státech snažili zakázat nebo omezit výuku kritické rasové teorie spolu s dalšími programy proti rasismu. Kritici těchto snah říkají, že zákonodárci špatně definovali nebo zkreslili principy a význam kritické rasové teorie a že cílem zákonů je umlčet širší diskuse o rasismu, rovnosti, sociální spravedlnosti a historii rasy.